# قرار مجلس الأمن التابع للأمم المتحدة رقم 951
قرار مجلس الأمن التابع للأمم المتحدة رقم 951، الذي تم تبنيه بدون تصويت في 21 أكتوبر 1994، بعد الإشارة إلى وفاة قاضي محكمة العدل الدولية نيكولاي كونستانتينوفيتش تاراسوف في 28 سبتمبر 1994، قرر المجلس أن الانتخابات لشغل المنصب الشاغر في محكمة العدل الدولية ستعقد في 26 يناير 1995 في مجلس الأمن وفي اجتماع للجمعية العامة خلال دورتها التاسعة والأربعين.
تاراسوف، دبلوماسي روسي، كان عضواً في المحكمة منذ عام 1985. وكان من المقرر أن تنتهي فترة ولايته في فبراير 1997.

## روابط خارجية
- نص القرار في undocs.org